# Trioza boxi
Trioza boxi är en insektsart som beskrevs av Jennifer L. Hollis 1984. Trioza boxi ingår i släktet Trioza och familjen spetsbladloppor.
Artens utbredningsområde är Ghana. Inga underarter finns listade i Catalogue of Life.